# Georges Mauduit
Georges Mauduit (* 3. Dezember 1942 in Chambéry) ist ein ehemaliger französischer Skirennläufer.

## Biografie
Den größten Erfolg seiner Karriere feierte er bei den Alpinen Skiweltmeisterschaften 1966 in Portillo, als er im Riesenslalom hinter seinem Landsmann Guy Périllat Zweiter wurde.
Zwei Jahre später wurde er bei den Olympischen Winterspielen in Grenoble Neunter im Riesenslalom. Im Skiweltcup gewann er am 6. Januar 1967 den Riesenslalom in Berchtesgaden. Bei den vorolympischen Wettkämpfen in Sapporo wurde er zwar Sieger im Riesenslalom am 12. Februar 1971, doch reichte dies (auf Grund der großen Konkurrenz in der französischen Herrenmannschaft) nicht für eine Berücksichtigung für die Spiele selbst.
Von 1963 bis 1968 wurde Mauduit sechs Mal französischer Meister – je zweimal in Riesenslalom und Kombination und je einmal in Abfahrt und Slalom.